# 레이맨 엽기토끼 TV 파티
《레이맨 엽기토끼 TV 파티》(Rayman Raving Rabbids TV Party)는 유비소프트가 개발한 Wii와 닌텐도 DS용 캐쥬얼 게임 소프트웨어이다. Wii에서는 최초로 Wii 밸런스 보드를 지원한다.

## 같이 보기
- 레이맨